# Big Bang (hudební skupina)
Big Bang je v současnosti tříčlenná jihokorejská chlapecká skupina, jež byla založena společností YG Entertainment. Původně debutovala s pěti členy: G-Dragon, T.O.P, Taeyang, Daesung a Seungri. Seungri skupinu 11. 3. 2019 opustil. T.O.P v roce 2022 zrušil svou smlouvu se společností YG, stále je členem skupiny Big Bang a i přes odchod ze společnosti se stále může podílet na skupinových aktivitách.
Převážně hip-hopová skupina uspěla se svým průlomovým hitem „Lies“, který zůstal 7 týdnů za sebou na prvním místě v hlavních korejských hudebních žebříčcích. V roce 2007 dostali ocenění za „Píseň roku“ na Mnet Korean Music Festival.
Jejich další vydané hity jako „Last Farewell“ a „Haru Haru“, které také ovládly hudební žebříčky, ještě více zvyšovaly jejich úspěch a popularitu. Poté, co Big Bang vyhráli v roce 2008 na Mnet Korean Music Festival cenu „Umělec roku“, rozšířili své působení i do Japonska, kde na 9. ročníku MTV Video Music Awards Japan získali tři ocenění. Během svých aktivit v Japonsku členové začali se sólovými aktivitami. Taeyang a G-Dragon vydali sólová alba, G-Dragon a T.O.P vytvořili duo, Seungri a Daesung hráli v muzikálech a hostili varieté a z TOPa se stala uznávaná filmová hvězda.
Po dvouleté pauze se Big Bang v roce 2011 opět vrátili na jihokorejskou hudební scénu se svým úspěšným albem Tonight. Propagační akce byly zkráceny, když se někteří z členů dostali do rozporu se zákony. Koncem roku se Big Bang stali vítězi v kategorii „Nejlepší celosvětový interpret“ na MTV Europe Music Awards. Tři měsíce po ocenění v Evropě vydali své nejúspěšnější album Alive, jež se stalo prvním korejským albem, které se umístilo v žebříčku Billboard 200. Následně začali své první světové turné, které vyvrcholilo začátkem roku 2013. Big Bang jsou označováni jako „Národní chlapecká skupina“ a účastí členů, zejména G-Dragona, na skládání a produkci vlastní hudby si vysloužili v hudebním průmyslu respekt a uznání. Momentálně drží rekord coby nejprodávanější umělec všech dob na Cyworld.

## Historie

### 2000–2007: Formace a debut
Ještě před debutem se několik členů již v zábavním průmyslu pohybovalo. G-Dragon a Taeyang byli první, kteří začali v YG Entertainment trénovat, a to ve věku třinácti let. Původně byli dětskými herci, kteří byli obsazení jako mladší verze dua Jinusean v jejich videoklipu „A-Yo“. Uchváceni zkušeností z vystupování v hip-hopovém videoklipu se obě děti rozhodly přidat do YG Entertainment, přestože byly nejprve odmítnuty. Duo pak vydalo 2 písně pod jménem GDYB a oba chlapci se často následně objevovali v albech či videoklipech ostatních umělců jako Hüsong, Gummy, Perry, Masta Wu a Se7en, působících v YG. Jeden z jejich známých kousků je „Unfold to Higher Place“ feat. Perry a Gummy. G-Dragon se podílel i na propagační činnosti YG Family, která se většinou skládala z umělců v YG. Mladí chlapci spolu plánovali vydat album, ale to bylo odloženo, protože YG Entertainment se rozhodlo debutovat skupinu, jejíž měli být součástí.
TOP byl obyčejným rapperem a vystupoval pod pseudonymem „Tempo“. Jednou z jeho nejznámějších nahrávek byla „Buckwild“ spolu s NBK Gray. G-Dragon kontaktoval TOPa jako svého kamaráda z dětství, když YG shánělo členy do nové skupiny. Dvojice nahrála několik demo nahrávek a poslala jejich producentu Jang Hjona-sokovi, který později požádal TOPa, aby se dostavil na konkurz. Poprvé byl ale odmítnut kvůli tomu, že byl „příliš baculatý na ideální verzi idola“. O šest měsíců později byl však přijat, když ztratil na váze. T.O.P údajně zhubl 20 kilo za 40 dní.
Seungri byl lídrem taneční skupiny ve svém rodném městě Kwangdžu. Poprvé se objevil v televizním pořadu Let 'Cokeplay: Mnet Battle Shinhwa, což byla show, ve které skupina Shinhwa hledala členy na vytvoření „druhé generace Shinhwa“. Nedostatek vokálních dovedností porotu příliš neokouzlil, což vedlo k vypadnutí z Top 4. Seungri se pak zúčastnil konkurzu a byl přijat do YG Entertainment, ale v Big Bang Documentary se ukázalo, že jeho pozice byla ohrožena. Později se mu však podařilo Jang Hjona-soka ohromit. V té době Seungri soutěžil proti jinému žákovi, Hjona-sungovi (pozdější člen skupiny Beast), který byl nakonec vyřazen. Hjona-sung, který vystupoval pod uměleckým jménem So-1, což korejsky v překladu znamená přání, se objevil v 10 z 11 epizod. Z finální byl vynechán, protože Jang Hjona-sok měl pocit, že Hjona-sung ještě není připraven a potřebuje více času.
Daesung byl přijat v otevřeném konkurzu.
Oficiální debut měli Big Bang 19. srpna 2006 v gymnastické aréně v soulské olympijském parku během 10. koncertu YG Family. 23. září 2006 Big Bang poprvé vystoupili v televizi. Po představení vyšel první singl skupiny s názvem Bigbang. Jeho součástí byly písně „We Belong Together“, kde si zazpívala i Pak Bom, „A Fool's Only Tears“ (korejsky: 눈물 뿐인 바보; fonetický přepis: nunmal Ppunin Pabo) a „This Love“, adaptace stejnojmenné písně americké rockové skupiny Maroon 5, kterou přepsal a také nazpíval G-Dragon. Singl byl velmi úspěšný, prodalo se kolem 40 000 kusů. Druhý singl, Bigbang Is VIP, byl vydán ještě během září 2006 s celkovým počtem 32 000 prodaných kusů. Následoval jejich poslední singl Bigbang 03 s celkovým počtem téměř 40 000 prodaných kusů. Ke konci prosince 2006 Big Bang uspořádali svůj první koncert The Real. Následující měsíc bylo vydáno jejich debutové album Bigbang Vol.1, kterého se do konce února 2007 prodalo 48 000 kusů.

### 2007–2008: Přelomový úspěch a japonský debut

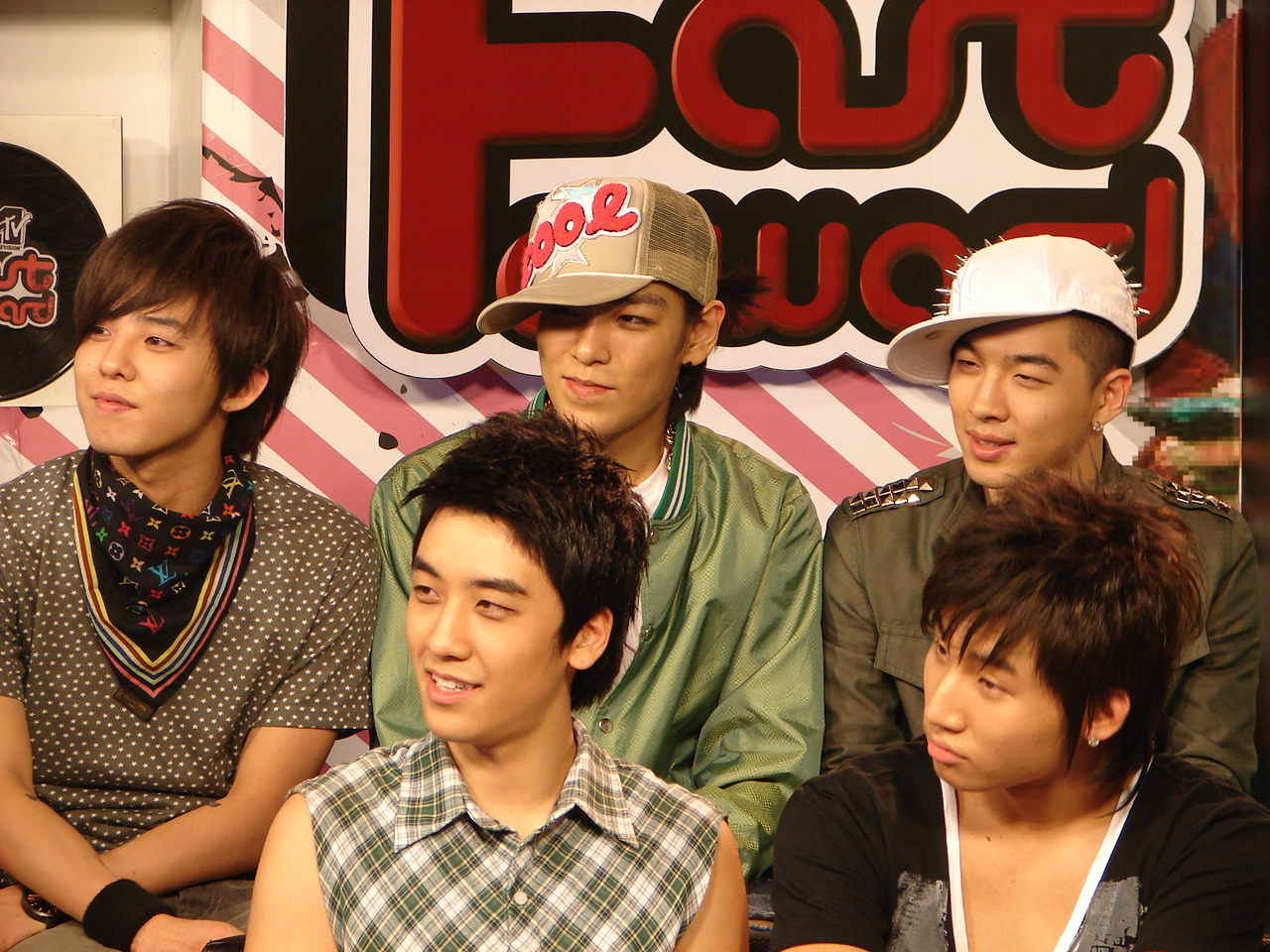
Big Bang na MTV Fast Forward, Thajsko, prosinec 2007

8. února 2007 vydala skupina Big Bang koncertní album s názvem First Live Concert: The Real, kterého se do konce roku prodalo kolem 30 000 kusů. Také začali turné Want You, které se konalo v pěti městech: Inčchon, Tegu, Čchangwon, Čondžu a Pusan. Jejich první EP Always bylo rovněž vydáno v roce 2007 a znamenalo pro skupinu několik změn. Přestože už před jeho vydáním členové psali a skládali, od té doby se rozhodli převzít větší kontrolu nad vlastní hudbou. G-Dragon napsal a zkomponoval většinu písní, které byly obsaženy v prvním EP, a to včetně titulní písně „Lies“ (korejsky: 거짓말; fonetický přepis: Godžitmal). Na EP se objevila elektronická hudba. Ohlas byl celkem pozitivní, zejména ohledně písně „Lies“, kterou kritici popisovali jako píseň „na vysoké úrovni“. „Lies“ byla vydána jako hlavní singl alba a stala se jejich prvním hitem číslo jedna. Alba se prodalo 87 000 kusů.
Jejich druhé EP Hot Issue bylo vydáno v ten samý rok a následovalo úspěch svého předchůdce. Hlavní singl „Last Farewell“ (korejsky: 마지막 인사; fonetický přepis: Madžimak Insa) se dostal na čelo různých žebříčků včetně Juke-On, kde kraloval osm týdnů za sebou. „Last Farewell“ si na Cyworld vysloužila i cenu „Píseň měsíce v kategorii digitální hudba“. Lístky na jejich koncert Big Bang Is Great byly údajně vyprodány za necelých 10 minut.
Koncem roku 2007 bylo oznámeno, že členové byli hospitalizováni kvůli celkovému vyčerpání a přepracování a pozastavili své aktivity. Pozdější zprávy ukázaly, že po jednotlivých singlech a EP je velká poptávka, takže nahrávací společnost musela zajistit další dotisk a přebalení pro další vydání. Na základě úspěchu jejich EP vyhrála skupina mnoho cen, včetně dvou Mnet Asian Music Awards za rok 2007 v kategoriích „Nejlepší chlapecká skupina“ a „Píseň roku“ (za „Lies“), nominováni byli však i v dalších dvou kategoriích „Album roku“ a „Umělec roku“. Později získali i cenu „Umělec roku“ na 17. ročníku Seoul Music Awards. Skupina do konce roku vydělala celkem 12 miliard ₩ (8,7 milionů €).
Když se rok 2007 blížil ke konci, troufli si Big Bang do Japonska. Jejich první EP For the World vydané na začátku roku 2008 se umístilo v žebříčku Oricon na 10. místě, přestože propagační aktivity byly jen malé. Skupina také uspořádala koncert v JBC Hall v Tokyo Dome City. Po skončení propagace v Japonsku se Big Bang vrátili do Jižní Koreje. Přestože byly aktivity skupiny odloženy kvůli sólovým aktivitám jednotlivých členů, ještě v roce 2008 vyšlo jejich třetí EP Stand Up. Na albu se podíleli i Daishi Dance a korejská rocková skupina No Brain. Prodalo se ho přes 100 000 kusů. „Day By Day“ (korejsky: 하루 하루; fonetický přepis: Haru Haru), hlavní singl alba, kraloval mnohým hudebním žebříčkům a udržel se na první příčce sedm po sobě jdoucích týdnů. Po úspěchu hlavního singlu následovaly jeho příklad i ostatní písně z alba a dostaly se v žebříčcích do Top 20. Píseň „Heaven“ zastala druhé místo, „Oh My Friend“ obsadila deváté, „A Good Man“ dvanácté a „Lady“ šestnácté místo – celkově to tedy bylo pět písní jedné skupiny v Top 20.
Během vydávání korejského alba vyšel i japonský singl „Number 1“ ze stejnojmenného alba. Vystupovali s ním v japonském rádiu i v několika televizních programech. Album se následně umístilo na třetím místě v denním žebříčku alb japonského Oriconu. Následující korejské album Remember bylo také vydáno v roce 2008 a přineslo další singl číslo 1, „Sunset Glow“ (korejsky: 붉은 노을; fonetický přepis: Bulkun Noul). Druhý singl „Strong Baby“ byl Sungriho sólem. Alba se prodalo celkem přes 200 000 kusů. Big Bang na Mnet Asian Music Awards v roce 2008 získali svou druhou cenu „Umělec roku". Koncem roku 2008 bylo oznáméno, že Big Bang vydělali 36 miliard ₩ (26,1 milionů €).

### 2009–2011: Sólo aktivity, japonské aktivity aTonight

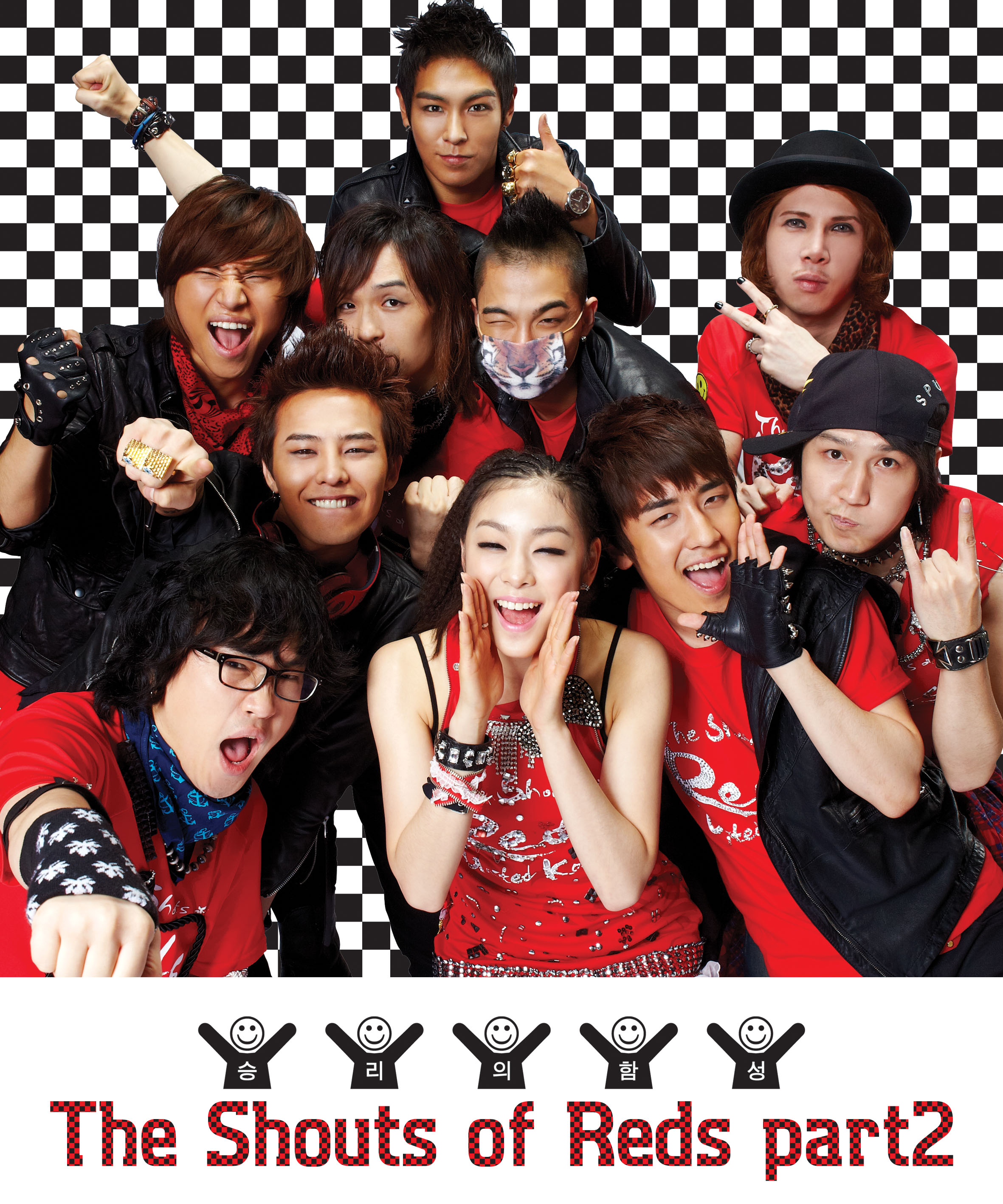
Přední obal The Shouts of the Reds

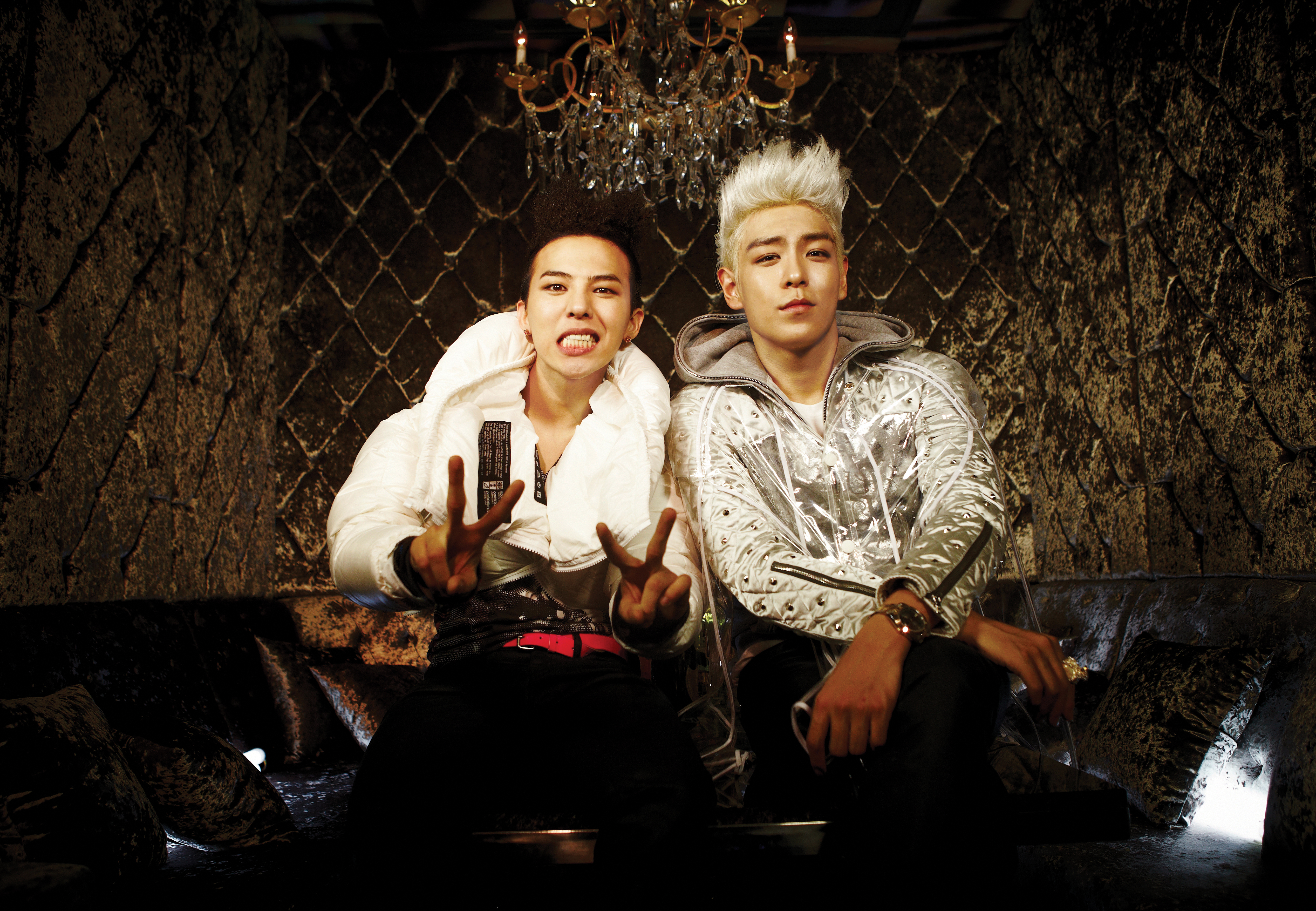
Propagační fotka dua GD & TOP

Začátkem roku 2009 měla skupina přestávku, a tak členové pokračovali ve svých vlastních sólových aktivitách. Znovu se sešli kvůli spolupráci se svými kolegyněmi ze skupiny 2NE1, která byla nazvána „Ženský Big Bang“, na písni „Lollipop“, k níž byl natočen i propagační videoklip. Původně to měla být jen reklama pro mobilní telefony, ale i tak se píseň umístila na první příčce různých online žebříčků. Big Bang vydali svůj třetí reklamní digitální singl s názvem „So fresh, So cool“ na podporu piva značky „Hite“, ale Seungri se v reklamě neobjevil, protože byl tehdy ještě nezletilý. Jejich první japonské studiové album Big Bang vyšlo v srpnu 2009 ve vydavatelství Universal Music. Album bylo propagovánp singly My Heaven a Gara Gara Go !! (Japonsky: ガ ラ ガ ラ GO !!). Písnička „My Heaven“, japonská verze singlu „Heaven“ (korejsky: 천국 ; fonetický přepis: Čchonguk) z alba Stand Up, byla zkomponována japonským skladatelem Daishi Dance a debutovala na 3. místě hudebního žebříčku Oricon. „Gara Gara Go!“ se umístila na pátém místě, zatímco celé album získalo 3. místo.
Když přijeli zpět do Koreje, vrátili se členové opět ke svým sólovým aktivitám. 18. srpna 2009 vydal G-Dragon své debutové album Heartbreaker. Album vyhrálo na Mnet Asian Music Awards v roce 2009 cenu „album roku“ a prodalo se ho přes 210 000 kusů. Tchäjang pořídil dva digitální singly – „Where U At?“ a „Wedding Dress“ – k propagaci svého druhého sólového alba vydaného v roce 2010. TOP si zahrál roli nájemného vraha Vicka v korejském seriálu Iris. Däsong a Sungro hostovali a vystupovali v různých televizních show. Později se opět spojili při nahrávání písně „Koe wo Kikasete“ pro japonský seriál Ohitorisama (japonsky: お ひ と り さ ま; anglicky: One Person). Píseň byla později vydána jako samostatný singl a umístila se na 4. místě.
V lednu 2010 strávili Big Bang několik dní vystupováním na soulském olympijském stadionu. Koncerty nesly název Big Show 2010. Následující měsíc se pustili do svého turné v Japonsku, které neslo název Electric Love. Ačkoliv nebylo vydáno žádné oficiální album, v roce 2010 bylo nahráno několik singlů, které měly hlavně propagační účely. Píseň „Lollipop Part 2“ vyšla v únoru 2010, byla následovníkem skladby „Lollipop“ a byla využita na propagaci mobilních telefonů LG Cyon Lollipop uvedených do prodeje. Singl také získal první místo v žebříčku digitálních singlů. Jejich další singl „Tell Me Goodbye“ byl nahrán pro japonskou verzi seriálu Iris. Píseň se stala velmi populární, měla pozitivní ohlasy a na 52. ročníku Japan Record Awards vyhrála ocenění „Píseň roku". V návaznosti na mistrovství světa ve fotbale 2010 nahráli píseň „Shout of the Reds“ společně s korejskou rockovou skupinou Transfixion a krasobruslařkou Kim Ju-nou.
Po většinu roku se členové soustředili hlavně na svou vlastní sólovou práci. G-Dragon a TOP vytvořili duo GD & TOP a vydali svůj první společné album. První vlastní EP s názvem VVIP vydal Sungro. Big Bang vyhráli další ceny, včetně „5 nejlepších umělců“ na 24. ročníku Japan Gold Disc Awards i ocenění „Nejlepší nový umělec". Koncem května 2010 obdržela skupina na MTV Video Music Awards Japan ocenění „Nejlepší popové video“ a „Objev roku". 25. srpna 2010 vydali svůj další japonský singl „Beautiful Hangover“.
Po téměř dvouleté skupinové pauze se v roce 2011 Big Bang vrátili do Jižní Koreje s koncertem Big Show. Předvedli i své nové písně z EP Tonight, které se po vydání opět umístilo na prvních místech v různých korejských hudebních žebříčcích. Album bylo také prvním, které se jako K-popové dostalo do Top 10 amerického žebříčku iTunes a bylo jediným neanglicky zpívaným v Top 100. Na Cyworld mělo album předprodejní objednávku na 10 000 kusů, což přesáhlo dosavadní rekord TVXQ z roku 2008, kteří měli 6500 v předprodeji. Za týden se prodalo 100 000 kusů. Cho Cun-jong z Asia pochválil nové směřování skupiny ohledně hudby a uznal, že během dvouleté přestávky „se styl a hudební cit skupiny prohloubily". Sedm dní po vydání bylo oznámeno, že Big Bang už vydělali 7 miliard ₩ (5,1 milionů €). Hlavní stejnojmenný singl se dostal na vrchol žebříčku Gaon. Po ukončení propagace alba Tonight vydali Big Bang speciální edici, v níž přibyly dvě nové písně: „Love Song“ a „Stupid Liar“. Videoklip k písni „Love Song“ dosáhl na YouTube za dva dny dva miliony zhlédnutí. Skupina v květnu téhož roku odstartovala své turné Love & amp; Hope.
V roce 2011 Big Bang vyhráli na MTV Europe Music Awards ocenění „Nejlepší celosvětový interpret“, kde účinkovali jako zástupci asijsko-pacifického regionu s více než 58 miliony hlasů. Předávání cen se zúčastnilo všech pět členů, což bylo obzvláště památné, protože to bylo Däsongovo a G-Dragonovo první veřejné vystoupení po Däsongově autonehodě a G-Dragonově skandálu s marihuanou. 29. listopadu 2011 skupina vyhrála na Mnet Asian Music Awards cenu „Nejlepší videoklip“ s písní „Love Song“. YG Entertainment oslavilo své 15. výročí koncertní sérií, která začala 3. prosince v jihokorejském Soulu. Däsong se tam na jevišti objevil poprvé před domácím publikem po autonehodě, která se stala v květnu a zahynul při ní motocyklista. 14. prosince Big Bang vydali jejich třetí album největších hitů s názvem The Best of Big Bang, které obsahovalo japonskou verzi jejich #1 singlu „Haru Haru“. Album se umístilo na prvním místě denního žebříčku Oricon hned v den vydání a během prvního týdne se prodalo 14 000 kusů, což jen dokazovalo jejich přetrvávající popularitu. Bylo oznámeno, že Big Bang vydělali v roce 2011 88 miliard ₩ (63,8 milionů €), i když byli aktivní jen polovinu roku. Součástí výdělku byly i výnosy za koncert Big Bang Show pro SBS, koncert Big Show a japonské turné Love & amp; Hope.

### 2012–2014:Alive, první světové turné a sólo aktivity

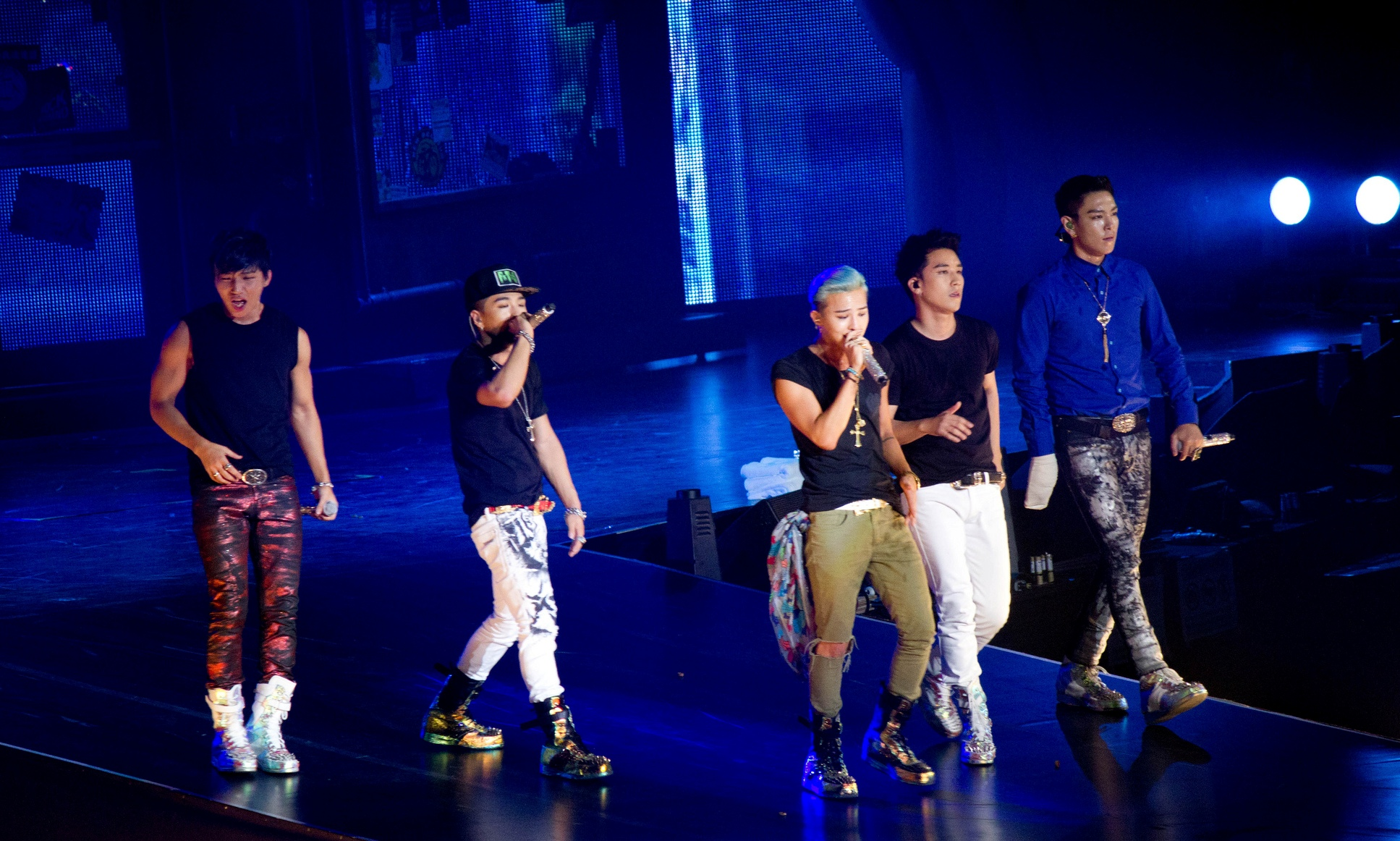
Vystoupení Big Bang během Alive World Tour v září 2012

Počínaje 20. lednem 2012 začalo YG vypouštět do oběhu teasery pro páté EP Alive, které bylo digitálně i fyzicky vydané 29. února 2012. Předobjednávky na nové album Alive činily kolem 260 000 kusů a nahromadily se během pouhých dvou týdnů. Hlavní singl „Blue“ byl vydán týden před albem a umístil se na prvním místě všech významných jihokorejských žebříčků. Album sklidilo velký úspěch a za první měsíc bylo prodáno přes 200 000 kusů. Big Bang obsadili 5 příček v Top 10 v Billboard K-pop's Hot 100 a album Alive 150. místo v Billboard 200, čímž se stali prvními Korejci s korejským albem, kterým se to podařilo. Díky jejich popularitě se také umístili na 24. místě v Billboard Social 50. Později se jim dostalo uznání i od týdeníku Time a jejich fotografie byly zveřejněny na domovské stránce Ceny Grammy.
Vydání alba se shodovalo s jejich každoročním koncertem Big Show, který se konal od 2. do 4. března 2012 na soulském olympijském stadionu. Koncert byl vyprodán a odehrál se za účasti 40 000 fanoušků. Show byla zároveň oficiální odstartování jejich světového turné s názvem Big Bang Alive Galaxy Tour 2012 ve spolupráci s Live Nation Entertainment. Turné, které se konalo v 21 městech 13 zemí světa, bylo v režii slavné choreografky Laurieann Gibson. Záznam z koncertu Big Show byl prostřednictvím MTV World Stage odvysílán ve 160 zemích, a tak zpropagoval jejich světové turné. 6. března 2012 byl na YouTube zveřejněn videoklip k písni „Fantastic Baby“. V současnosti je to nejpopulárnější píseň skupiny, která má na YouTube přes 577 milionů zhlédnutí.
28. března 2012 byla vydána japonská verze Alive, která obsahovala dvě skladby navíc. Na fyzické verzi alba byl i bonus ve formě japonské verze jejich hitu „Haru Haru". Za jeden den se prodalo přes 23 000 kusů a album se umístilo na 2. místě Oriconu. Prodejnost nakonec překročila 200 000, takže RIAJ (Asociace nahrávacího průmyslu Japonska) album označila zlatým oceněním. Japonská propagace začala vystoupením na festivalu Springroove 2012 po boku špičkových amerických a japonských hip-hopových umělců. Big Bang byli první korejští účinkující, kteří byli pozváni spolu s 2NE1. Po svém úspěšném návratu vydali 3. června speciální edici alba s názvem Still Alive. Ta obsahovala 4 nové skladby – dvě nové (v korejštině) a korejské verze dvou dalších skladeb z japonského Alive. Za první měsíc se prodalo přes 100 000 kusů. 20. června vyšla speciální Monster edice japonského alba Alive.
Úspěch jejich speciální edice alba ještě více posílil celosvětové uznání skupiny a v Billboard Social 50 se dostali na 11. místo. Po zbytek roku převážně koncertovali v několika zemích: Japonsko (květen–červen), Čína (červenec–srpen), jihovýchodní Asie (září–říjen) a Amerika (listopad) . Po koncertech v Americe se Big Bang vrátili do Japonska na turné Special Final in Dome Tour, které se konalo v jedněch z největších stadionů v Japonsku, včetně Osaka Dome, Tokyo Dome a Fukuoka Dome. V prosinci 2012 skupina vystoupila v Hongkongu a Anglii. V Londýně se plánoval jen jeden koncert, ale pro velký zájem přidali ještě jeden. Turné zakončili v lednu 2013 koncerty v Ósace a třemi koncerty v gymnastické aréně v soulském olympijském parku. 30. listopadu 2012 získali Big Bang na 14. ročníku Mnet Asian Music Awards ocenění „Nejlepší chlapecká skupina“ a „Umělec roku“. Lídr G-Dragon byl oceněn jako „Nejlepší sólista". Na italském předávání cen TRL Awards vyhráli v kategorii „Nejlepší fanoušci".
V roce 2013 si skupina udělala přestávku a členové se soustředili na sólové aktivity. 27. února 2013 vydal Däsong své první sólové album D'scover. Sungriho druhé EP Let 'Talk About Love bylo vydáno digitálně 19. srpna a fyzicky 21. srpna 2013. G-Dragon vydal své druhé sólové album Coup d'Etat. První část vyšla digitálně 2. září a druhá část 5. září 2013. Do hudebnin přišlo 13. září 2013 a obsahovalo bonusovou skladbu. 6. listopadu měl premiéru film Commitment, ve kterém si hlavní roli zahrál TOP; 15. listopadu vydal i singl „Doom Dada“, který se umístil na prvních příčkách několika jihokorejských žebříčků. Poprvé s touto písní TOP vystoupil 22. listopadu 2013 na 15. ročníku Mnet Asian Music Awards. Tchäjang se vrátil jako sólista 8. listopadu 2013 se singlem „Ringa Linga".
V roce 2014 pokračovali členové nadále ve svých sólových aktivitách. Tchäjang vydal 2. června 2014 studiové album Rise. Däsong si na konto připsal další japonské studiové album D'slove, které vyšlo 16. července 2014 a japonské EP Delight, které bylo vydáno 29. října téhož roku. TOP si zahrál ve filmu Tazza: The Hidden Card hlavní postavu – hazardního hráče Ham TA-kila. Sungro si zahrál postavu Teddyho Soa, který se chce stát záchranářem, v seriálu Angel Eyes. G-Dragon a Tchäjang vytvořili duo GD X Tchäjang a 21. listopadu vydali singl „Good Boy".

### 2015–současnost:Made
V dubnu 2015 YG Entertainment prohlásilo, že skupina se vrátí s novým studiovým albem Made, jehož vydání bylo původně naplánováno na 1. září 2015, ale nakonec se datum vydání odložilo, aby se skupina po čtyřech měsících aktivit zregenerovala. Předtím vycházel každý měsíc singl, počínaje 1. květnem 2015 singlem „M“, přičemž následovat budou „A“, „D“ a „E".
1. května 2015 vyšel singl M obsahující písně „Loser“ a „Bae Bae“. Skladba „Loser“ dosáhla status „all-kill“, což znamená, že se umístila na prvním místě všech hlavních jihokorejských žebříčků. „Bae Bae“ se držela hned za ní na druhém místě. „Loser“ v singlovém žebříčku iTunes obsadila první příčku v Hongkongu, Indonésii, Macau, Malajsii, Filipínách, Rumunsku, Singapuru, Thajsku, na Tchaj-wanu a ve Vietnamu. „Loser“ byla na prvním a „Bae Bae“ na druhém místě v Billboard žebříčku Světové digitální písně. M se umístil na prvním místě jihokorejského týdenního žebříčku prodejnosti alb Gaon za týden od 26. dubna do 2. května 2015, to znamená po jednom dni prodeje.
1. června 2015 vyšel singl A, který obsahoval písně „Bang Bang Bang“ a „We Like 2 Party“. Podle Billboardu se 11. června umístila „Bang Bang Bang“ na prvním a „We Like 2 Party“ na druhém místě v Billboard žebříčku Světové digitální písně. 4 nové skladby skupiny ovládly i čínský největší portál QQ Music. „Bang Bang Bang“ a „We Like 2 Party“, které byly vydány v Číně iv Koreji současně, se umístily na 1. a 2. místě. Přitom se na 3. místě umístila i skladba „Loser“, která byla vydána v květnu. Videoklipy poutaly velkou pozornost i na QQ Music a Youku. V žebříčku videoklipů na QQ Music se „Bang Bang Bang“ umístila na prvním, „We Like 2 Party“ na druhém, „Loser“ na třetím a „Bae Bae“ na šestém místě. 25. června 2015 přesáhl speciální projekt na YouTube 100 milionů zhlédnutí. „Bang Bang Bang“ vyhrála na MTV IGGY ocenění „Mezinárodní píseň léta 2015".
1. července 2015 byl vydán singl D obsahující skladby „If You“ a „Sober“. V žebříčku videoklipů na QQ Music předstihla „Sober“ píseň „Bang Bang Bang“ a obsadila první místo. „If You“ a „Sober“ se v Billboard žebříčku Světové digitální písně umístily na druhém a třetím místě. 14. července 2015 překročil počet zhlédnutí videoklipů z M, A a D 200 milionů.
5. srpna 2015 vyšel singl E s písněmi „Zutter“ a „Let 'Not Fall In Love“. „Zutter“ je skladbou dua GD & TOP.
18. srpna 2015 YG Entertainment prohlásilo, že datum vydání alba se odkládá. Členové skupiny Big Bang využijí 3 týdny na přidání nových písní a regeneraci po čtyřech měsících propagací.
12. prosince 2016 byly vydány tři nové skladby „Fxxk it“, „Last Dance“ a „Girlfriend“, ktéré se staly populární, zejména „Fxxk it“.
Ke konci roku 2017 by měl G-Dragon nastoupit do své povinné vojenské služby.

## Členové
| Umělecké jméno   | Umělecké jméno | Umělecké jméno | Rodné jméno      | Rodné jméno | Datum narození           |
| Fonetický přepis | Hangul         | Japonské       | Fonetický přepis | Hangul      | Datum narození           |
| ---------------- | -------------- | -------------- | ---------------- | ----------- | ------------------------ |
| Taeyang          | 태양           | SOL            | Dong Young-bae   | 동영배      | 18. května 1988 (37 let) |
| G-Dragon         | 지드래곤       | GD             | Kwon Ji-yong     | 권지용      | 18. srpna 1988 (36 let)  |
| Daesung          | 대성           | D-Lite         | Kang Dae-sung    | 강대성      | 26. dubna 1989 (36 let)  |

## Hudební styl a vzory
V začátcích kariéry byla hudba skupiny Big Bang převážně zaměřena na hip hop a hip-pop, přesto se mezi jejich skladbami našlo několik R&B písní. Big Bang uvádějí jako svůj vzor nejdéle působící jihokorejskou skupinu Shinhwa, která měla na ně značný vliv. Redaktor Yahoo! v Japonsku jednou přirovnal jejich prvotní skladb ke skladbám amerických hip-hopových umělců jako jsou například The Black Eyed Peas, přičemž konstatoval, že jejich hudba je chytlavá, stejně jako rap a samotní zpěváci. Always je známo změnou jejich stylu hlavně díky experimentům s elektronickou taneční hudbou, čímž Big Bang udali nový trend hudby v Koreji. G-Dragon později řekl, že doufali, že s jejich novým směrem získají ještě více fanoušků. V roce 2008 vydali spolu s rockovou skupinou No Brain rockovou píseň „Oh My Friend“. V rozhovoru skupina vyjádřila svůj zájem o hudební styl trot. Album Alive je známo hlavně variacemi hudebních stylů, které se v něm objevily. Píseň „Bad Boy“ byla popsána jako „nostalgická“, „Fantastic Baby“ má silný podtón electropop, zatímco „Is not No Fun“ je mixem Euro-Trance z 90. let a diska. Däsongovo sólo „Wings“ prvky Trot a rocku, zatímco „Blue“ je popisována jako „elektronická balada, která začíná jemným klavírem a akustickou kytarou, které znějí dohromady velmi dobře“. Album si vysloužilo pochvalu i za to, že prezentovalo hlas skupiny bez obvyklého autotune.
Členové skupiny se v svých sólových aktivitách otevřeli dalším stylům. Díky tomu dostala skupina označení „bohatá paleta pro fanoušky“. Tchäjangovo album Hot bylo hlavně sbírkou R&B písní, přičemž zpěvák uvedl, že tento hudební styl byl jeho hlavním cílem. Däsongov první digitální singl „Look At Me, GwiSoon“ (korejsky: 날봐, 귀순) byl trot, což vyvolalo vlnu kritiky na základě toho, že Big Bang všichni viděli hlavně jako hip-hopovou skupinu. Lídr G-Dragon si pro svůj první sólové album Heartbreaker zvolil mix tanečních, hip-hopových a R&B písní. Justin McCurry z The Guardian o Big Bang napsal, že „každý z pěti členů Big Bang má svůj vlastní individuální vzhled a jejich hudební rozsah je rovnoměrně eklektický, pokrývající R&B, hip-hop, house, elektro a pop“. Producent a rapper Cho PD ocenil, že „zpěváci-idolové jako Big Bang mají schopnost být muzikanty“. Obzvlášť se mu líbil G-Dragon popisující, jak „se Big Bang v mnoha ohledech vyvinuli z idolů se schopnostmi, které mají hudebníci“ a „G-Dragon může být považován za hlavního zástupce toho všeho“.
Skupina je známá tím, že si nad svou kariérou drží pevnou kontrolu a na rozdíl od jiných korejských umělců se do tvorby své hudby značně zapojuje. Po vydání Always se začal G-Dragon více zapojovat do tvorby podkladů pro skupinu a napsal a zkomponoval písně „Haru Haru“, „Lies“ a „Last Farewell“. Jeho zapojení pochválili i v Korea Times, kde ho popsali jako „geniálního zpěváka a skladatele“. Samotný G-Dragon pak popsal skupinu jako „idol skupinu, jež nevznikla díky talentu, ale úsilí“. Redaktor pro Yahoo! v Japonsku pochválil skupinu za jejich zapojení do práce se slovy, že „lze tímto zapojením členů do vlastní tvorby nejenže bude skupina sehraná, ale ještě i vynikne osobnost každého jednoho“.

## Vystoupení
Big Bang jsou známí svými bohatými vystoupeními, které jsou plné komplexních choreografií, kostýmů a rekvizit. Choreografie pro Big Bang často vytvářel Shaun Evaristo. Zatímco kdysi se spoléhali pouze na pohyby stylu street dance, později Big Bang přešli ke komplexnějším choreografům. Jejich tanec se šířil a mnozí ho napodobovali. Jeden z nejznámějších tanečních pohybů, který spočívá v zvednutí triček a odhalení břicha, si rychle získal popularitu a stal se jedním z nejvyhledávanějších na internetu. Další kreace zahrnuje myšlenku „skákání přes švihadlo“ a také si získala pozornost fanoušků.
Při vrcholu popularity „Gangnam Style“ od PSY popsal novinář Jon Caramanico z The New York Times jejich koncert v New Jersey jako „pravé divoké srdce K-popu“ a vyzdvihl jejich pestrobarevné kostýmy, choreografie a jevištní výkon. V roce 2012 obsadili 1. místo v kategorii Top 3 koncerty 2012 v Mall of Asia Arena na Filipínách. Ve srovnání se západními umělci jako jsou Justin Bieber a One Direction má Big Bang „hrany ostřejší, zvuk hlasitější a tanec pronikavější“. Na seznamu nejlepších koncertů roku 2012 v The New York Times se jejich koncert Alive Galaxy Tour v Prudential Center umístil na 3. místě. Lístky byly vyprodány za několik hodin, proto byly přidány další koncerty. V březnu 2012 napsala Krista Mahr, dopisovatelka časopisu Time z Jižní Asie, článek o svém prvním K-popovém koncertě v gymnastické aréně v soulském olympijském parku, ve kterém Big Bang označila pro jejich vystoupení na jevišti za „projev K-popových bohů“.

## Kritika a kulturní přesah
Big Bang získali chválu i kritiku. Časopis Time je označil za jednu z nejslibnějších jihokorejských skupin, které se probily až do Japonska, zatímco Korea Times jejich nazvalo „ikonou korejské popové hudby“. V listopadu 2011 BBC uvedla, že „K-popové skupiny včetně Big Bang si dělají jméno po celém světě“ a poukázalo i na přínos skupiny, když jde o ekonomický růst YG Entertainment.
Zatímco The Vancouver Sun je popsal jako „ultra-stylizovanou pětičlennou chlapeckou skupinu z Jižní Koreje“ a „K-popovou senzaci“, americký CNBC je popsal jako „soubor pečlivě vybraných a úhledně produkovaných vystupujících“, jejichž využití „bubblegum popového zvuku, výrazného oblečení a videoumění“ tlačí K-pop do popředí hudby po celém světě. Poté, co skupina na MTV Europe Music Awards vyhrála cenu „Nejlepší celosvětový interpret“, Google oznámil, že jeho dceřiná společnost YouTube založí na základě popularity a úspěchu K-popu vlastní K-popový kanál. Britský list The Guardian publikoval článek rozebírající důležitost, jakou výhra „vrhá světlo na vzestup korejské hudby po celé Evropě“. Poté, co se s albem Alive stali první K-popovou skupinou umístěnou v hudebním žebříčku Billboard 200, odstartovali Big Bang svou Alive Galaxy Tour, která se konala v 21 městech po celém světě. Turné skončilo v lednu 2013 a celkově se na něm zúčastnilo na 800 000 diváků. Skupina si také získala pozornost umělců jako Jill Scottová, Pixie Lott, A * M * E, Dakota Fanningová, Nelly Furtado, a Grimes, která uvedla, že K-pop (a zejména G-Dragon) ovlivnil její hudební styl, hlavně vizuálně.
Jejich vlastní vliv přesáhl hranice hudebního průmyslu a udává módní trendy. Jejich styl přezdívaný jako „móda Big Bang“ si rychle našel své příznivce po celé Asii. Po debutu byli zaměřeni hlavně na hip-hopový styl. Vydání Always v roce 2007 bylo provázeno i změnou stylu, který se více přiklonil k preppy-punk stylu, což zahrnovalo úzké džíny spolu s Converse či vysokými teniskami, které se v Jižní Koreji staly trvalým módním trendem. Tchäjang vyměnil své copánky za kohouta. Začali nosit značky jako je Bape, 10 deep, Louis Vuitton, Jeremy Scott a Phenojménon. Na svá vystoupení i do videoklipů si oblékali i vlastní mikiny s potiskem. Dostalo se jim pochvaly, že přinesli zpět do módy „starou klasiku“, jakou byly boty od Nike či Reebok. G-Dragon, popisován jako „skupinový módní guru“, rovněž proslavil trojúhelníkové šátky, které byly později přezdívané „Big Bang šátky“. TOP si získal své následovatele díky neustálému nošení slunečních brýlí během vystoupení. Oblečení, které měli členové skupiny na sobě během vystoupení, se stalo natolik oblíbeným, že se dostalo do prodejen, jako je například Dongdaemun. V roce 2011 Big Bang spolupracovali s japonským prodejcem oděvů Uniqlo, s jehož pomocí vytvořili trička, jež měla propagovat jejich japonský návrat. Bylo oznámeno, že všechna trika byla vyprodána během 15 minut po otevření obchodního domu. Big Bang, ale zejména G-Dragon, si udělali jméno jako módní ikony a přitahují pozornost západních módních návrhářů, ale v začátcích kariéry byli kritizováni za přivlastňování si hiphopové kultury, konkrétně za výběr oblečení, barevného sladění a účesů.
Big Bang měli vliv na zformování čínské chlapecké skupiny OkBang, která byla popsána jako „skupina, která má s Big Bang mnoho společného z hlediska hudebního stylu, šatníku a účesů“. V roce 2010 byl koncert Big Show vybraný jihokorejským Turistickým výborem pro kampaň Visit Korea v letech 2010–2012 s tím, že mají „na zemi velký ekonomický vliv“. Big Bang jsou i nadále tváří Jižní Koreje, pokud jde o cestovní ruch. Popularita po celém světě udělala z Big Bang jedny z nejlépe placených korejských celebrit.

### Fanoušci
Korejské fankluby hrají v K-popovém průmyslu zásadní roli. Jejich struktura a funkce se od západních fanklubů liší. Každý klub má své jméno a barvu. Fanoušci Big Bang se nazývají V.I.P. (pojmenovaní podle singlu se stejným názvem) a reprezentují jejich žluté svítící tyčinky ve tvaru koruny. Aby pomohli šířit myšlenku „fanouškovské rýže“, povzbuzovali Big Bang své fanoušky, aby na jejich koncerty přinášely pytle s rýží. Skupina následně rýži daruje na charitativní účely. Podle časopisu Time věnovalo 50 fanklubů z celého světa na jejich koncert v březnu 2012 12,7 tun rýže. Navzdory svému korejskému původu se Big Bang vyznačují mezinárodní multikulturní fanouškovskou komunitou.

## Diskografie

### Korejská studiová alba
- Bigbang Vol.1 (2006)
- Remember (2008)
- Made (2015)

### Japonská studiová alba
- Number 1 (2008)
- Big Bang (2009)
- Big Bang 2 (2011)
- Alive (2012)

## Turné

### Korejské koncerty
- The Real (2006)
- Want You Tour (2007)
- The Great (2007)
- Global Warning Tour (2008)
- Big Show 2009 (2009)
- Big Show 2010 (2010)
- Big Show 2011 (2011)
- Big Show 2012 (2012)
- Alive Galaxy Tour: The Final In Seoul (2013)
- BIGBANG+α in Seoul (2014)

### Japonské koncerty
- Stand Up Tour (2008)
- Electric Love Tour (2010)
- Love and Hope Tour (2011)
- Japan Dome Tour (2013–2014)
- Dome Tour: X (2014–2015)

### Světová turné
- Alive Galaxy Tour (2012–2013)
- MADE 2015 World Tour (2015–2016)

### Sólové koncerty
- Tchäjang: Hot Concert Tour (2008)
- G-Dragon: Shine a Light Concert (2009)
- Tchäjang: Solar Tour (2010)
- Däsong: D'scover Tour in Japan (2013)
- G-Dragon: One of a Kind World Tour (2013)
- Däsong: D'slove Tour in Japan (2014)
- Tchäjang: Rise World Tour (2014–2015)

### YG Family koncerty
- 10th Anniversary World Tour (2006)
- YG Family in Seoul (2010)
- 15th Anniversary Tour (2011–2012)
- Power World Tour (2014)